# Simo Matavulj
Simo Matavulj (Симо Матавуљ), född 12 september (gamla stilen: 31 augusti) 1852 i Šibenik, Dalmatien, död 20 februari 1908 i Belgrad, var en serbisk författare.
Matavulj var först skollärare i sin hembygd, blev sedan sekreterare hos greve Jankovitj-Mitrovitj, var lärare vid den serbiska skolan i Srbina utanför Herceg Novi, deltog i resningen i Hercegovina 1875–81, men tvingades från Kotorbukten fly till Montenegro, där han blev gymnasielärare i Cetinje, folkskolinspektör och guvernör för tronföljaren Danilo.  År 1889 flyttade han till Belgrad som gymnasielärare och tjänsteman i pressbyrån.
Matavulj var en framstående prosaist, skarp iakttagare och realistisk folklivsskildrare med mångsidiga erfarenheter och modern bildning. Näst Laza Lazarević betraktas han som Serbiens då främste novellist. Bland hans många novellsamlingar märks Iz Crne Gore i Primorja (Från Montenegro och kustlandet, två delar, 1888–89), Nova Oružje ("Nya vapen", 1890; svensk översättning I "Göteborgs Handels- och Sjöfartstidning" 1892), Sa Jadrana (Från Adria, 1891), den humoristiska romanen Bakonja Fra Brne (1892; tredje upplagan 1897), Iz raznijech krajeva (Från olika länder, 1893), Primorska obličaja (Skizzer från kustlandet, 1898) och Beogradske priče (Noveller från Belgrad, 1902). Han författade även dramat Zavet (Löftet) och översatte bland andra Charles Dickens, Molière och Émile Zola.
Fullständig bibliografi över Matavulj i "Srpski Književni glasnik" 1908. På svenska finns två berättelser i "Från Serbien och Montenegro" och en skiss, "Ett underligt samtal" (i "Ny Illustrerad Tidning", 1894).